# Zvonimir Pokupec
Zvonimir Pokupec (* 18. März 1982) ist ein kroatischer Straßenradrennfahrer.
Zvonimir Pokupec wurde 2002 Zweiter bei der kroatischen Cyclocrossmeisterschaft in der U23-Klasse. Auf der Straße gewann er 2006 die Trofej UCKA. Im nächsten Jahr wurde er bei dem Eintagesrennen Zweiter. Bei der Kroatien-Rundfahrt gewann er 2007 mit seinem Team BK Loborika die zweite Etappe nach Varaždin. In der Saison 2008 belegte Pokupec erneut den zweiten Platz bei der Trofej UCKA.

## Erfolge
2007
- eine Etappe Kroatien-Rundfahrt

## Teams
- 2009 Loborika